# NGC 3882
NGC 3882 is een balkspiraalstelsel in het sterrenbeeld Centaur. Het hemelobject werd op 3 april 1834 ontdekt door de Britse astronoom John Herschel.

## Synoniemen
- ESO 170-11
- IRAS 11436-5606
- PGC 36697